# George Murry
George Vance Murry SJ (ur. 28 grudnia 1948 w Camden, zm. 5 czerwca 2020 w Nowym Jorku) – afroamerykański duchowny katolicki, jezuita, biskup Youngstown w latach 2007–2020.

## Zarys biografii
Ukończył studia na Uniwersytecie św. Józefa w Filadelfii, a także Seminarium i Uniwersytet w Baltimore. W 1972 wstąpił do jezuitów. Święcenia kapłańskie otrzymał 9 czerwca 1979. Podjął dalsze studia i uzyskał dyplomy w Szkole Jezuickiej w Berkeley i na Uniwersytecie George'a Washingtona w Waszyngtonie. Zarówno jeszcze przed święceniami jak i po, pracował jako wykładowca różnych uczelni w stolicy aż do 1994.
24 stycznia 1995 otrzymał nominację na biskupa pomocniczego archidiecezji Chicago ze stolicą tytularną Fuerteventura. Sakry udzielił mu kardynał Joseph Bernardin. 5 maja 1998 mianowany koadiutorem biskupa St. Thomas na Wyspach Dziewiczych w metropolii Waszyngton. Sukcesję przejął 30 czerwca 1999. Jednocześnie z funkcjami biskupimi był nadal aktywnym wykładowcą na co najmniej kilku uczelniach. W Konferencji Biskupów Amerykańskich zasiadał w Komitecie ds. Edukacji i był sekretarzem episkopatu. 30 stycznia 2007 został mianowany ordynariuszem wakującej od ponad półtora roku diecezji Youngstown w Ohio.
W kwietniu 2018 roku zdiagnozowano u niego białaczkę. Po początkowych dobrych rokowaniach stan jego zdrowia zaczął się pogarszać. 28 maja 2020 roku złożył na ręce papieża Franciszka rezygnację z urzędu biskupa diecezjalnego z powodów zdrowotnych. Zmarł 5 czerwca 2020 w Memorial Sloan Kettering Cancer Center w Nowym Jorku.